# اندرو گست
اندرو گست (انگلیسی: Andrew Guest؛ زادهٔ) فیلم‌نامه‌نویس اهل ایالات متحده آمریکا است.